# Place de la Bourse (Nantes)
Pour les articles homonymes, voir Place de la Bourse.
La place de la Bourse est une place de Nantes, en France.

## Situation et accès
Située dans le centre-ville de Nantes, la place est bordée à l'ouest par la rue Jean-Jacques-Rousseau, à l'est par le palais de la Bourse, et au sud par l'allée de la Bourse. Elle est desservie au nord par les rues de la Fosse et Thurot. Au niveau du no 2 de la place, se trouve également l'entrée de l'ancien passage du Commerce, voie privée actuellement fermée par un portail.
Sa partie sud, formant un square arboré depuis 1800, abrite en son centre une statue, œuvre du sculpteur Raoul Verlet (1857-1923), inaugurée le 26 octobre 1902. Elle représente le colonel Georges de Villebois-Mareuil, né à Nantes en 1847, héros de la seconde guerre des Boers, qui mourut au combat en 1900, aux côtés des Afrikaners en lutte contre les britanniques.
Au nord de la place, dans sa partie pavée, on peut contempler l'une des cinq fontaines Wallace que compte la ville de Nantes.

## Origine du nom
Elle doit son nom au fait qu'elle est bordée par le palais de la Bourse qui abritait la bourse de commerce.

## Historique
Avant 1800, cet espace accueillait le service de fiacres qui donna un temps son nom à la place. Elle fut transformée en promenade après la plantation d'arbres.
Entre 1807 et 1810, une tente est installée pour accueillir les négociants traitant dans la Bourse de Nantes, le palais de la Bourse étant inachevé.
Le site fait partie des premières voies publiques nantaises équipées de « lanternes au gaz », en 1852.
Elle a été dénommée « place du Nord », puis « place des Fiacres », avant de prendre sa dénomination actuelle.
Entre 1889 et 1891, le palais de la Bourse bénéficie d'une rénovation. À cette occasion, l'édifice est agrandi d'une vingtaine de mètres vers l'ouest, amputant une partie de la place ; avant cette opération, la façade ouest de la bourse se trouvait dans le prolongement de celle de l'hôtel d'Arquistade, séparé du palais par la rue Thurot. Un décrochement de quelques dizaines de centimètres permet de voir où se situait l'ancienne limite.
En 1936, à la demande des habitants, la partie de la rue de la Fosse située au nord de la place de la Bourse est intégrée à cette dernière.

## Bâtiments remarquables et lieux de mémoire
Au nord de la place, au no 1, se trouve l'hôtel d'Arquistade, du nom de son commanditaire, un armateur, ancien maire de Nantes en 1735-1736 et 1740-1747, René d'Arquistade (1680-1754). Le bâtiment, attribué sans preuves à Germain Boffrand, mélange les styles décoratifs classique et Louis XV. Le rez-de-chaussée présente les arcades communes à tous les immeubles de cette époque, sous un entresol surmonté de balcons. Les pilastres doriques qui partent du sol jusqu'au balcon filant sur corniche saillante du deuxième étage sont plus originaux ; ils sont prolongés au-dessus par des pilastres ioniques à chapiteaux décorés de feuillages. Les boiseries d'un appartement du deuxième étage portent la marque de son concepteur, l'architecte Pierre Rousseau.
Sur la façade du no 3, à l'entresol, la Société archéologique de Nantes a fait apposer une plaque en mémoire de Marcel Planiol (1853-1931), juriste et historien de la Bretagne, né dans cet immeuble, dont l'adresse était à l'époque le no 30 de la rue de la Fosse.
L'immeuble no 8 présente, sur la façade du premier étage, une méridienne (cadran solaire), datant du début du XIXe siècle, qui ne donnait l'heure qu'à midi. La construction, au XXe siècle, d'un balcon projetant une ombre perturbatrice et la disparition du style (ou aiguille), dont l'ombre permettait d'indiquer l'heure, ont rendu l'objet inopérant.

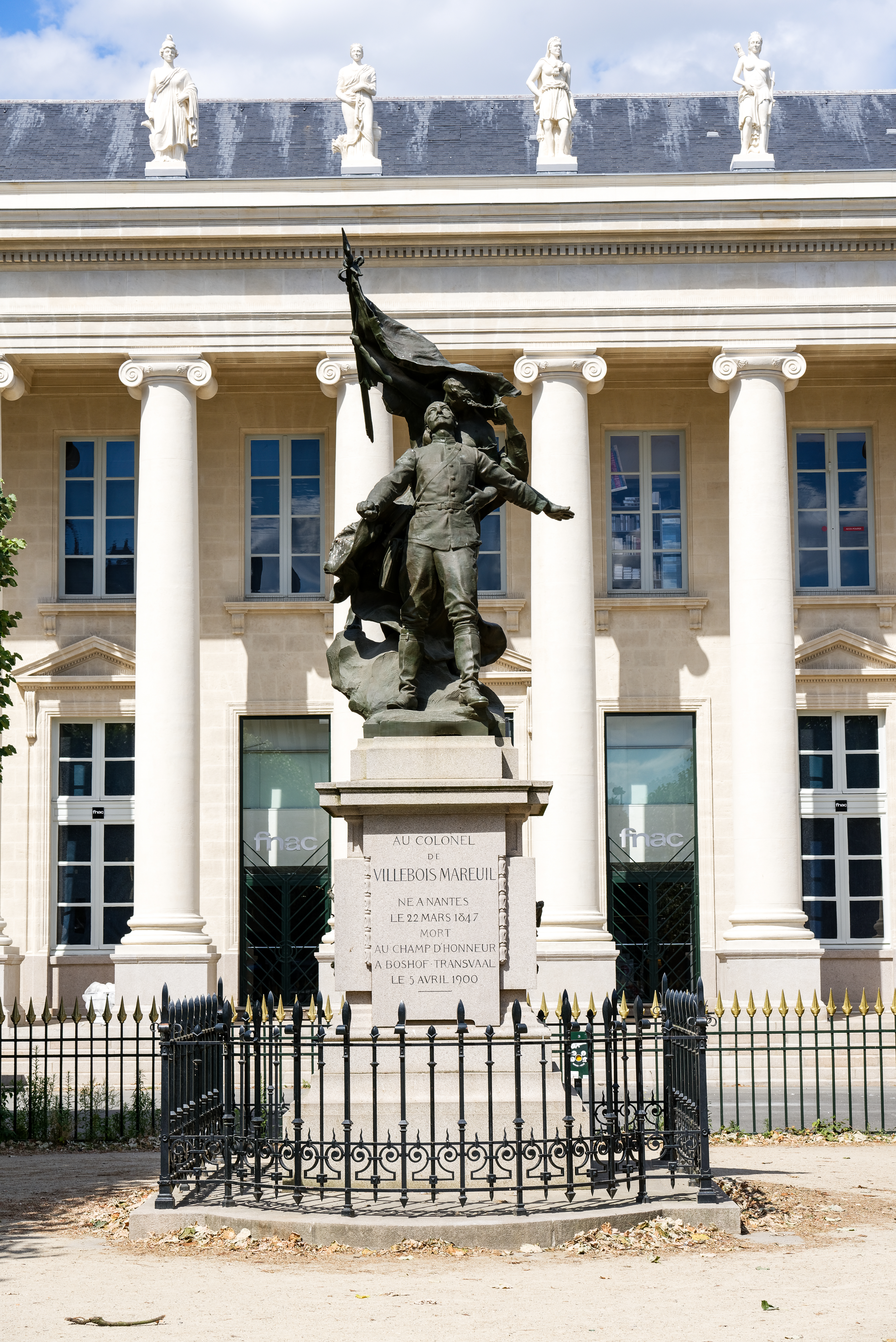
Statue du colonel Georges de Villebois-Mareuil
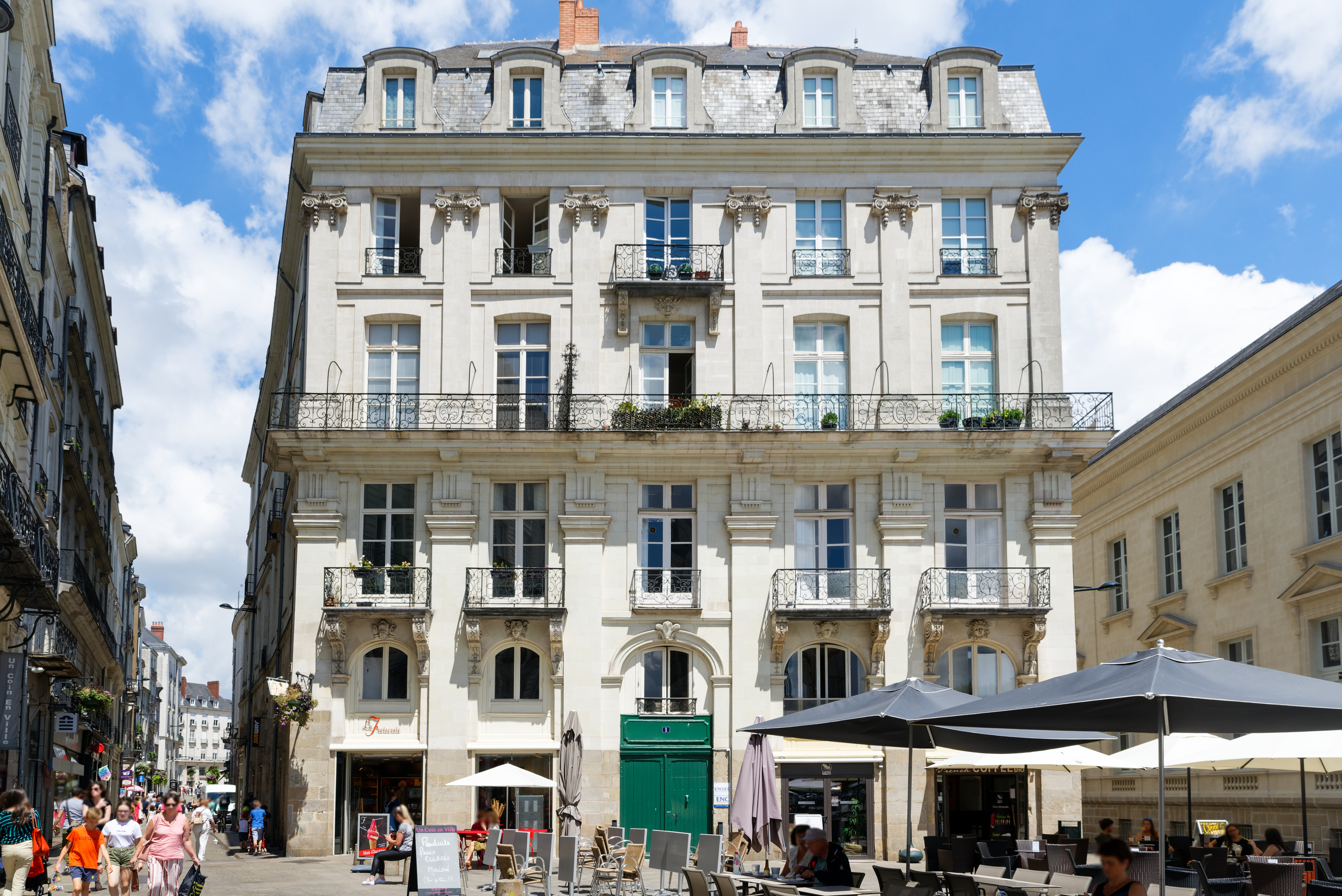
Hôtel d'Arquistade
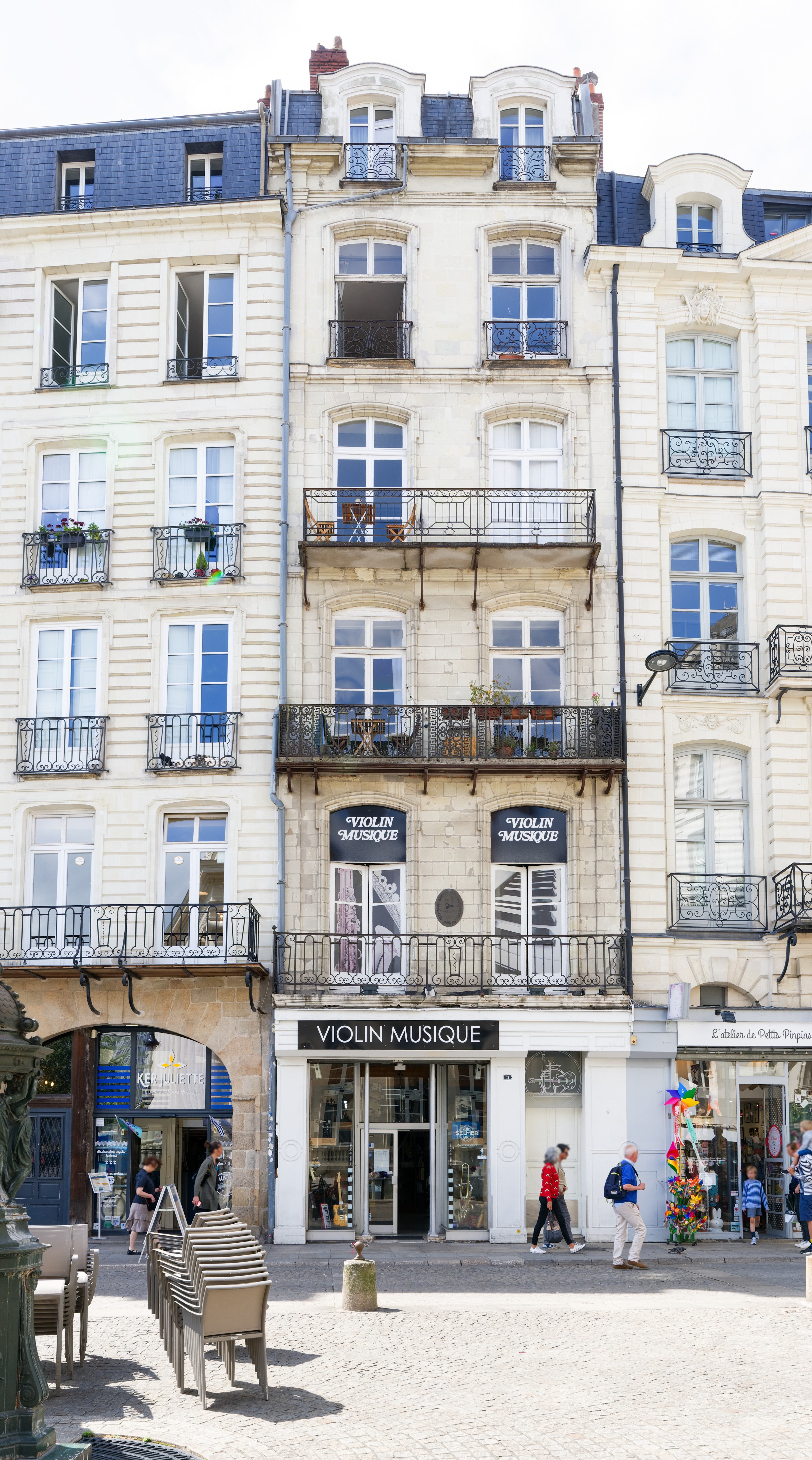
Maison natale de Marcel Planiol
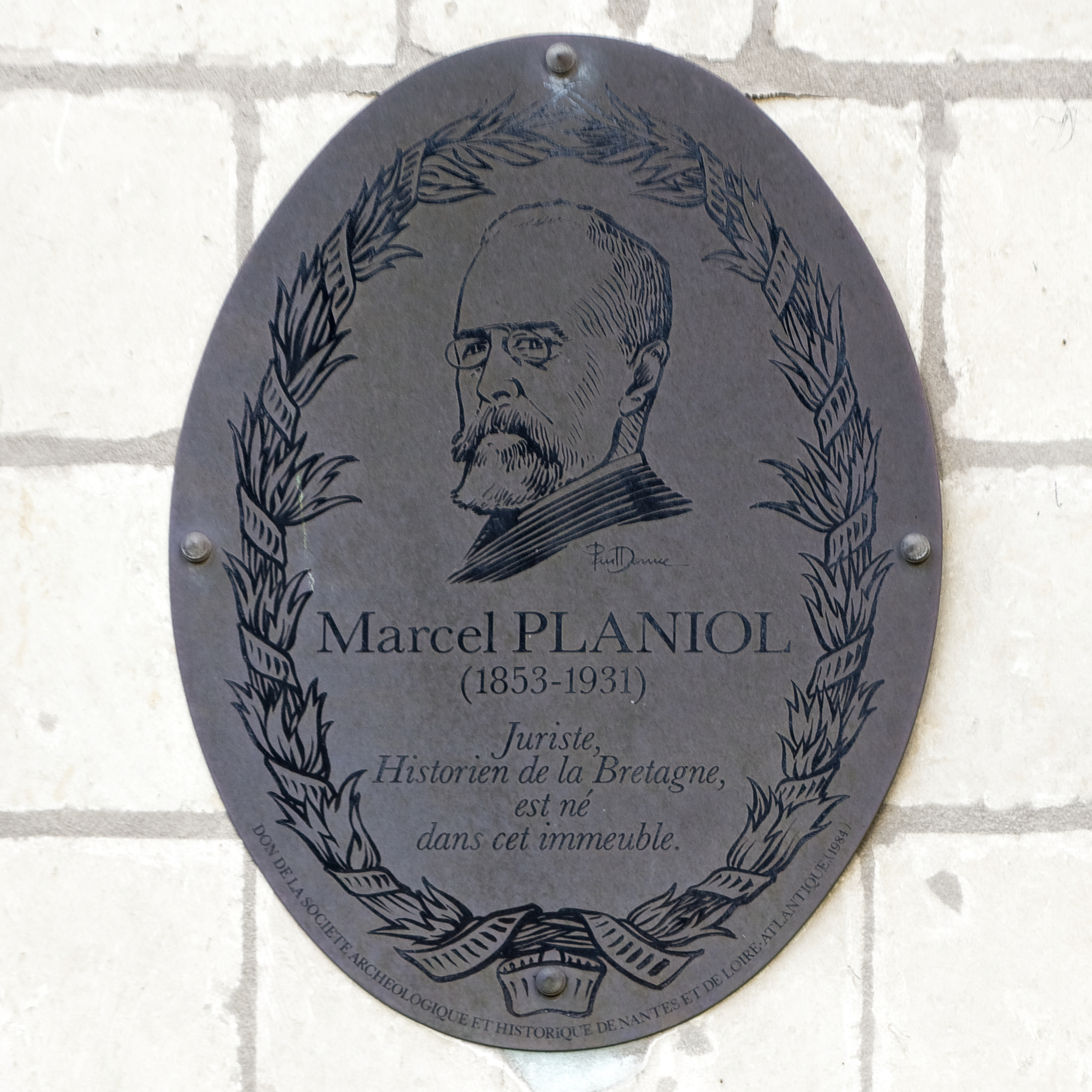
Plaque maison natale de Marcel Planiol
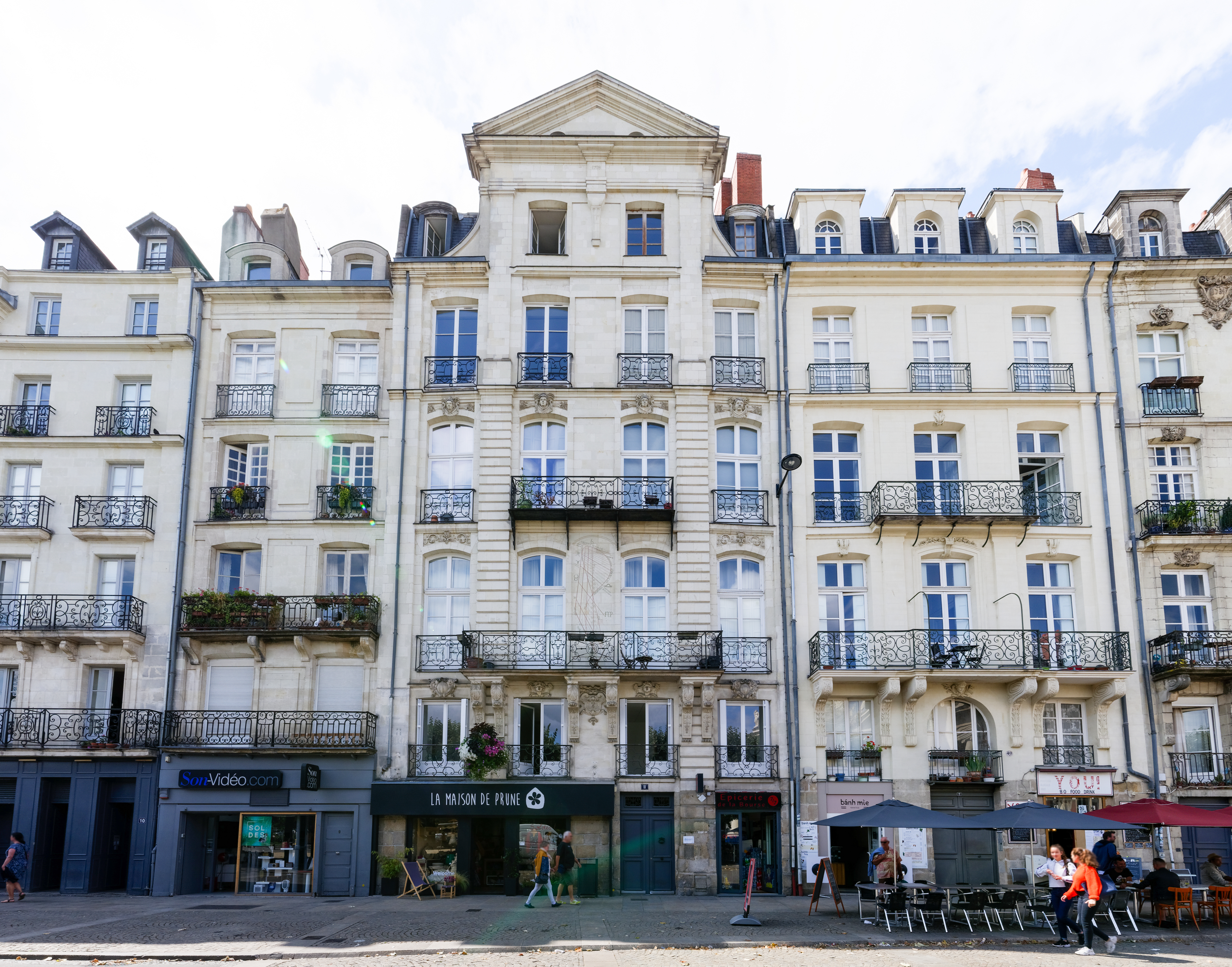
Vue panoramique de la place
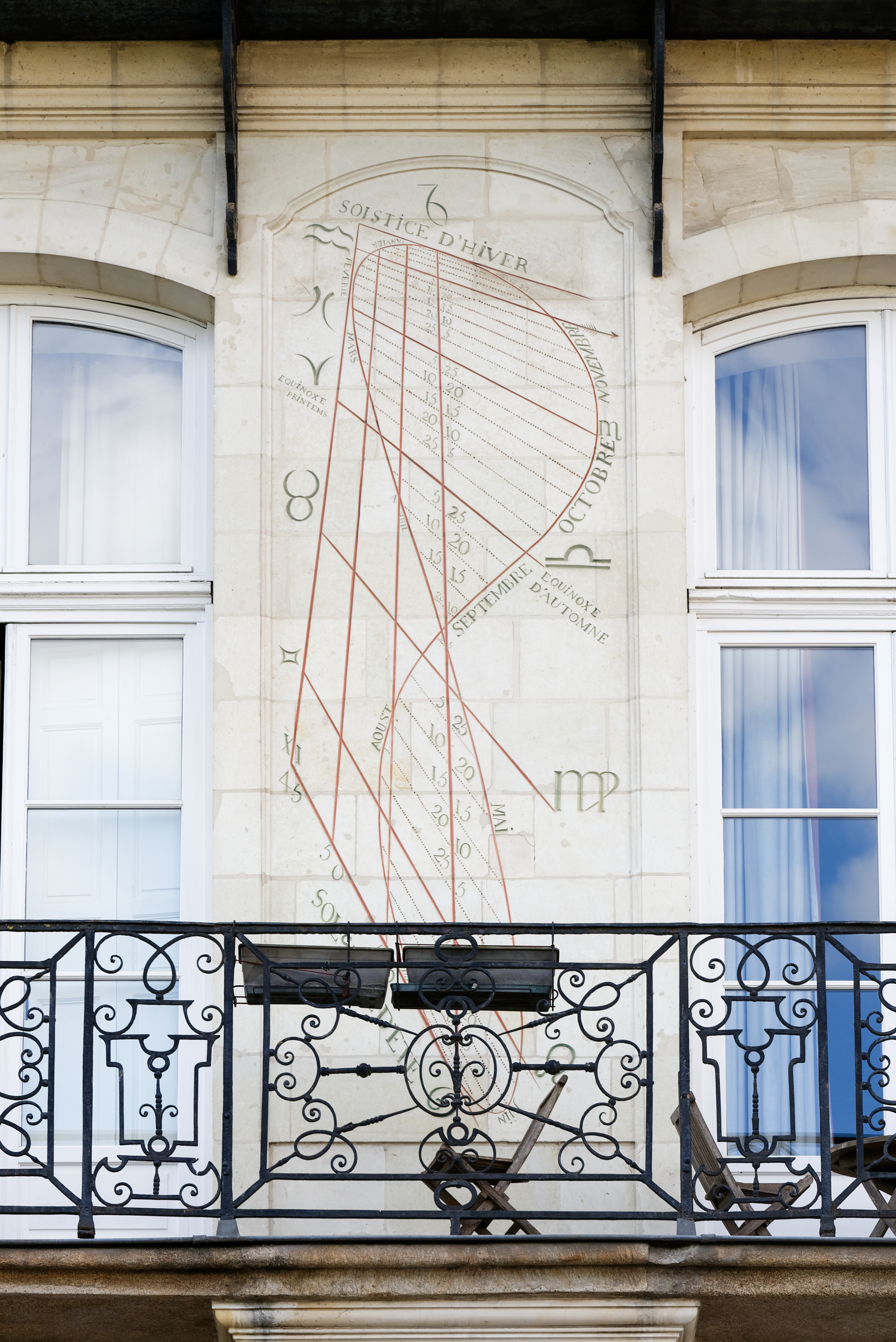
Méridienne
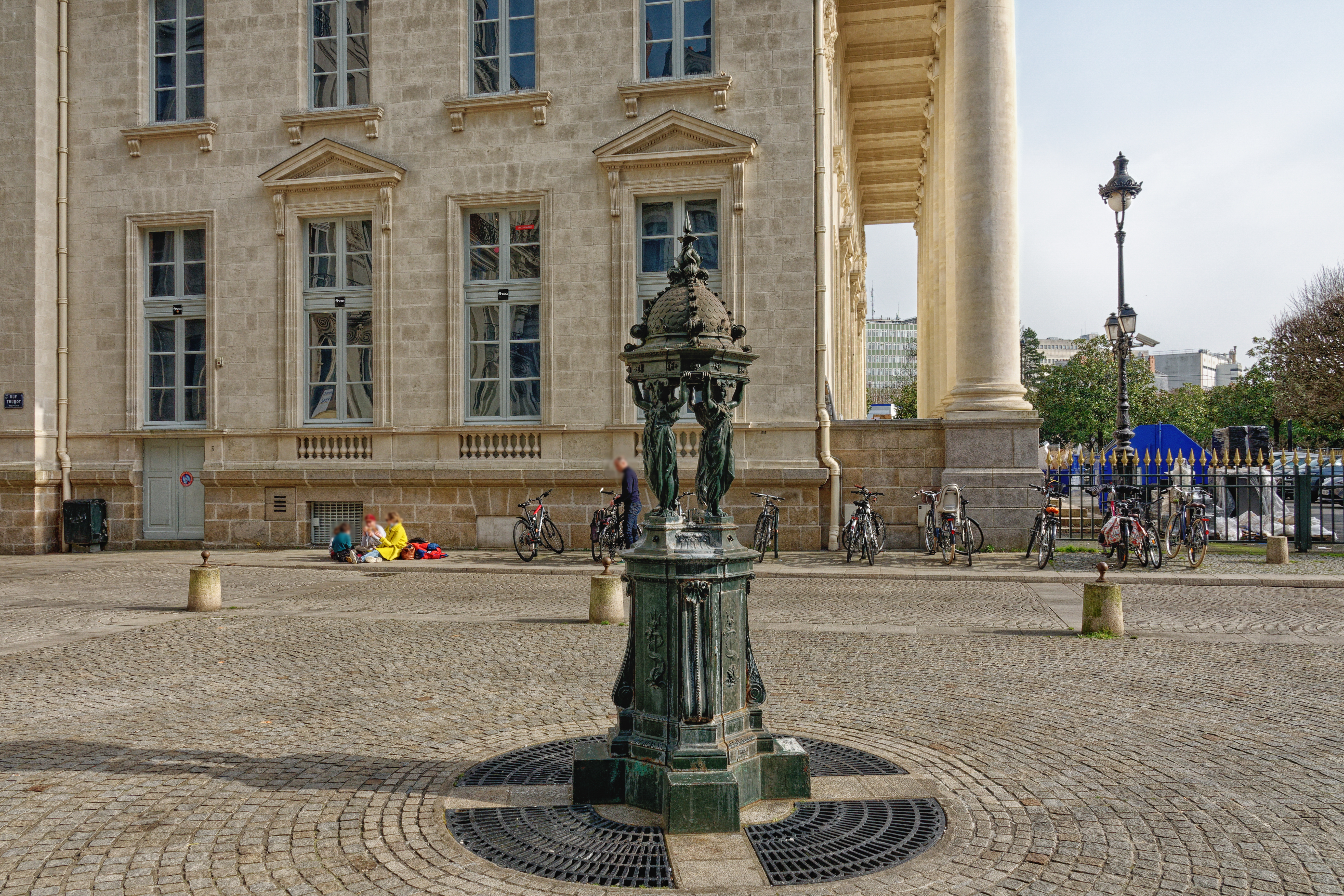
Fontaine Wallace